# Zatrephes brunnea
Zatrephes brunnea är en fjärilsart som beskrevs av Rothschild 1909. Zatrephes brunnea ingår i släktet Zatrephes och familjen björnspinnare. Inga underarter finns listade i Catalogue of Life.